# ペンシルバニア鉄道K4s形蒸気機関車

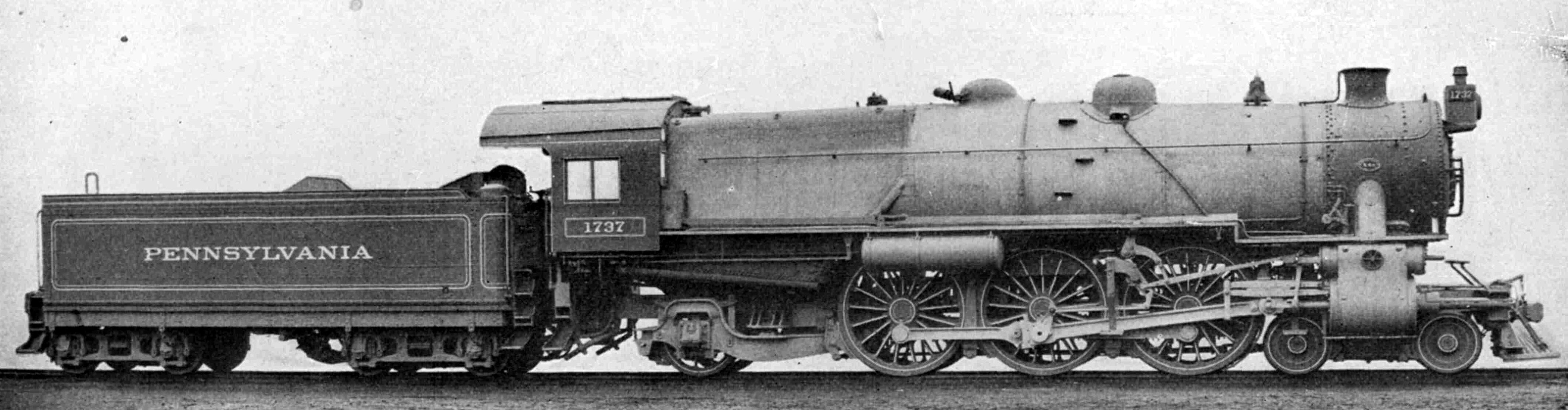
最初のK4sの試作車 #1737 の製造会社による公式写真。小型炭水車、手動給炭、手動逆転機、ピストン尾部の棒とオイルランプは後に全て改修

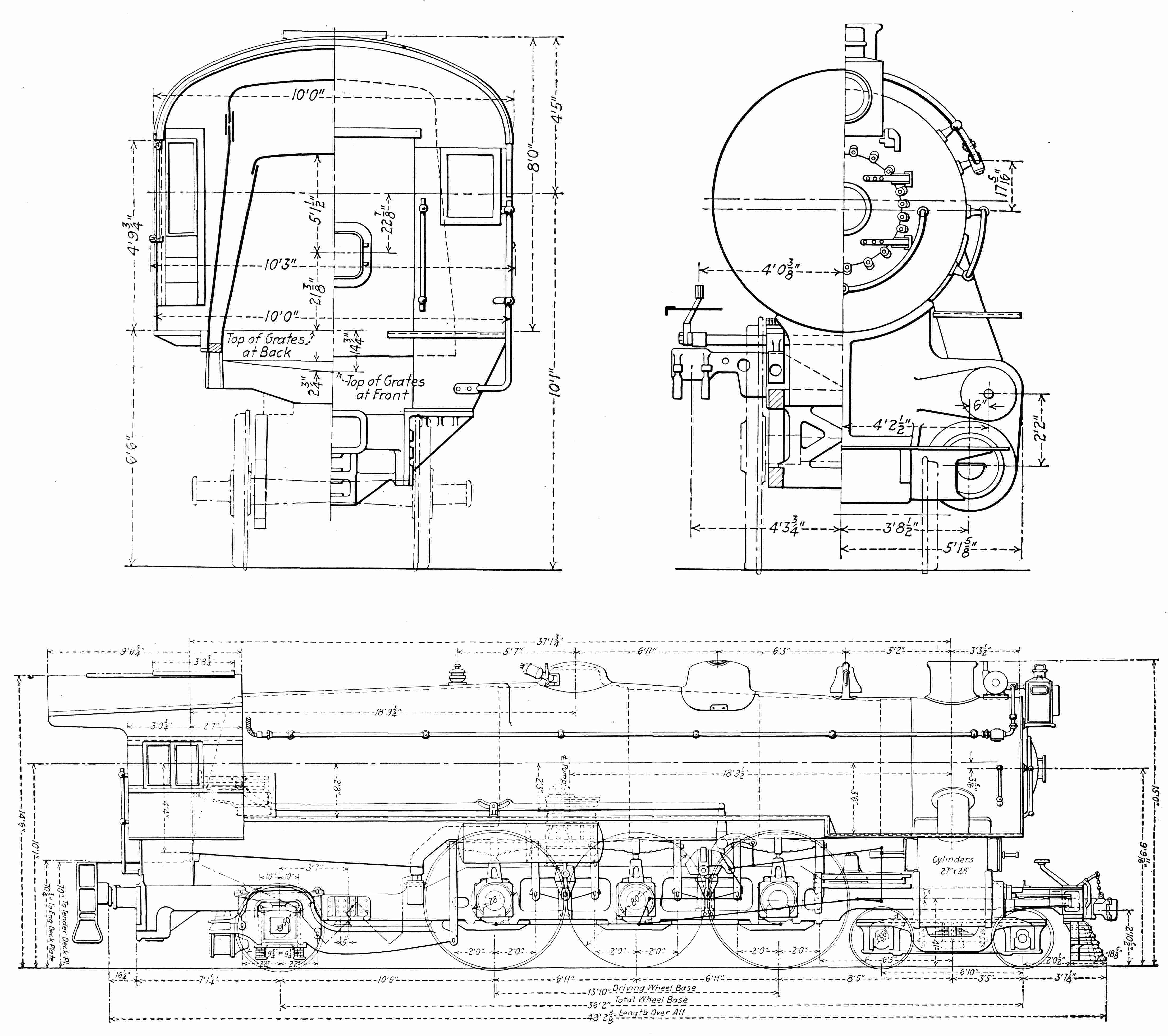
図面

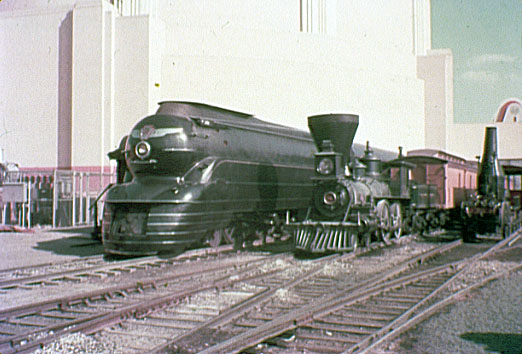
流線型のK4s形（1939年ニューヨーク世界博）

K4s形は、1914年から1928年まで生産された、ペンシルバニア鉄道(PRR)の旅客用蒸気機関車である。車軸配置は4-6-2のパシフィック。アルトゥーナの自社工場とボールドウィンにより、合計425両が製造された。
K4sを代替する目的でK5形やT1形が製造されたがどれも大きく成功せず、PRRの蒸気時代の終焉の1957年まで使用され、ディーゼル機関車が登場するまで旅客列車を牽引した。K4s形は充分強力ではなかったので時折重連や三重連で運転されたが、この方法は乗員が複数必要で経済性が悪かった。PRRは幹線の電化によって解決した。PRRは世界標準の鉄道として度々扱われ、K4s形もまた世界標準の機関車と目された。

## 開発
K4sはPRRの動力車主任であるJ.T. Wallisの監修の元で開発された。主任機械技術者であるAlfred W. Gibbsと機械技術者Axel Vogtが補助した。
ボイラーは以前の機種よりも太くなり、火格子面積も増え55から70 ft2 (5.1から6.5 m2)になった。これにより蒸気発生量が大幅に増えた。最初の試作機は1914年に作られた。ねじ式の逆転機を備えていた。(後に動力式逆転機が加えられる)炭水車は当初小型の70-P-70で僅か7,000 米国液量ガロン (26 m3)の水と12.5トンの石炭を搭載し、手動給炭であった。カウキャッチャーは木製で旧式の前照灯だった。
K4sの設計は成功して他の機関車に影響を与えた。イギリスではロンドン・アンド・ノース・イースタン鉄道（LNER）のナイジェル・グレズリー技師がA1形のボイラーに同様の設計を取り入れた。

## 生産
5400 - 5474はボールドウィンで、生産他の全てはPRRのジュニアータ工場で生産。
| 年   | 両数 | 番号                                 |
| ---- | ---- | ------------------------------------ |
| 1914 | 1    | 1737                                 |
| 1917 | 41   | 番号多数                             |
| 1918 | 111  | 3667–3684, 5334–5349, ほか多数       |
| 1919 | 15   | 番号多数（西線区向け）               |
| 1920 | 50   | 3726 - 3775                          |
| 1923 | 57   | 3800, 3801, 3805 - 3807, 3838 - 3889 |
| 1924 | 50   | 5350–5399                            |
| 1927 | 92   | 5400–5491                            |
| 1928 | 8    | 5492–5499                            |

## 改造
20号機と5371号機にローラー軸受けが装着された。
1939年は5399号機に5436号機にも1940年にポペット弁が装着された。成績は良好だったが修繕が困難だった。

## 保存
K4sは3750号がペンシルバニア鉄道博物館と1361号がスチームタウン国定史跡で復元されアルトゥーナの鉄道員記念博物館で運行されている。2008年現在、1361号機はスチームタウンの扇形庫の一角に保管されている。また、運転室部分がシカゴの科学産業博物館内交通ギャラリーに展示されている。